# Brzezinka
Brzezinka (in tedesco Birkenau) è una frazione della Polonia situata a circa tre chilometri da Oświęcim (in tedesco Auschwitz), nella Piccola Polonia.
La frazione di Brzezinka è situata nella Piccola Polonia, una regione della Polonia, nel comune di Oświęcim, alla confluenza dei fiumi Vistola e Soła, al centro della Valle della Vistola, 240 metri s.l.m. Al tempo della prima costruzione della stazione ferroviaria, nel 1856, la stazione era nel territorio di Brzezinka, ma fu più tardi trasportata nel territorio di Oświęcim.
Brzezinka è una frazione di grandi dimensioni, con molte strade. Lì si trovano le più grandi fabbriche del Paese: la Maszyn Górniczych "Omag", presente dagli anni trenta, chiamata Spółka Akcyjna Zjednoczenia Fabryk Maszyn i Samochodów "Oświęcim" (Fabbriche Unite di Oświęcim e Manifattura Automobilistica), che produsse la "Oświęcim-Praga", che vinse un rally a Montecarlo. È anche presente la Compagnia Polinova (conosciuta come Papownia).

## Storia
Il nome Brzezinka fu dato all'area a partire dal 1385. Dal 1440 al 1483 Brzezinka fu posseduta da Jan Brzezinski. Durante la Seconda guerra mondiale, con l'occupazione nazista della Polonia, la località fu scelta per ospitare il campo di sterminio di Birkenau, che esiste ancora, come quello di Auschwitz, come memoriale per le vittime del nazismo. (Altri invece sostengono che il nome derivi dalla parola polacca "BETULLA" che in polacco si traduce BRZOZOWY ed in tedesco BIRKE, da cui Birkenau).